# Bocula limbata
Bocula limbata är en fjärilsart som beskrevs av Butler 1888. Bocula limbata ingår i släktet Bocula och familjen nattflyn. Inga underarter finns listade i Catalogue of Life.